# Ильинская церковь (Богатое)
Армянская церковь (село Богатое) известная также как Ильинская церковь (X—XIV вв.) — церковь армянского монастыря Св.Спасителя, памятник архитектуры. Расположен в селе Богатое (бывшее армянское село Бахчи эли) в Белогорском районе Крыма, в 1,6 км на юго-восток от моста через реку Кучук-Карасу, южнее от въезда в село с трассы Симферополь-Феодосия, на пригорке возле каштановых деревьев.  
Постановлением РМ УССР от 24.08.1963 № 970 монастырь включён в реестр памятников культурного зодчества (учётный номер 303). Решением Крымского облисполкома от 22.05.1979 № 284, установлена охранная зона, которая ограничена радиусом 50 метров.

## История

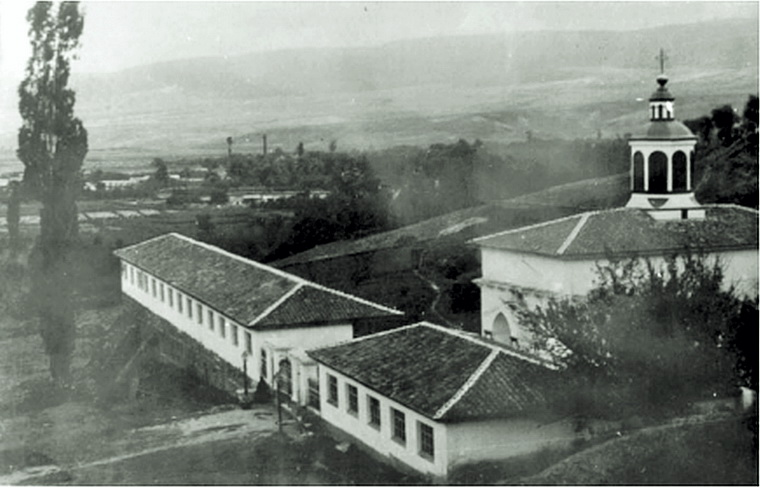
Монастырь св. Ильи, фото начало XX века. Из статьи В. А. Захарова «Памятники армянской культуры Белогорского района Автономной Республики Крым»

Одним из первых о монастыре упоминает Минас Медици, который рассказывает о святыне — кресте-камне, который был вывезен из города Ни (Ани), и был освящён апостолом Тодеосом (Тодеос проповедовал христианство в Армении). После переселения армян в Приазовье (1778), реликвия хранилась в Ростове, а впоследствии была перевезена в Санкт-Петербург. За три версты от монастыря был найден камень с изображением креста и датой 1031 (армянской эры, что соответствует 1582 года). В 1883 году монастырь упоминает Г. Э. Караулов, который утверждал, что новые строения монастыря имеют в основе древний фундамент.
В 1927 году монастырь был закрыт и впоследствии разрушен. Кельи и ограда монастыря находились севернее церкви и были исследованы археологической экспедицией. Фонтан на самом деле был монастырским источником. Его разобрали в 1960-х, он находился в 60 метрах от церкви (замеры 1956 года). Это было постоянное помещение высотой 12 метров с аркой-входом.
Археологические работы проводились в 1979 году. Тогда была исследована вся долина реки Кучук-Карасу (приток Биюк-Карасу). Исследованы Церковь Ильи, Церковь Спасителя, кельи, хозяйственные помещения, и фонтан XV—XVII века, от которого остался только фундамент. Единственной постройкой монастыря святого Ильи (Сурб-Хач), что уцелела, Церковь Святого Спасителя, однако её название часто путают с названием монастыря.
Проекты реставрации готовились в 1955 и 1983 годах. Армянская община Крыма неоднократно проводила волонтёрские работы по благоустройству и очистке территории.

## Архитектура
Церковь не имеет аналогов в Крыму. Ее ширина — 8.30 метров, длина — 17.90. Примечательны были рельефы-иконы, распятие, «Агнцы Божии», и «Воскресение» (утрачен). Здание прямоугольной формы, с типичным христианским ориентированием с запада на восток. Апсида — внутренняя, с двумя помещениями и лестницами. Оштукатуренные стены церкви сложены из бутового камня, а своды, кровля и порталы — из обработанного. Здание имеет три входа, каждый из них обрамлён резными наличниками. Двери выделялись нишевыми порталами. В них ощущается влияние присущих мусульманской архитектуре пиштаков.
Середина церкви перекрыта крестовыми сводами на нервюрах, другая — стрельчатыми сводами на подпружных арках. Крыша двухскатная и покрыта плитами. Ее перепланировали после достройки фронтона.
В северном помещении есть лестница, ведущая на крышу, а южные ступени ведут в остатки крипты. Церковь имеет контрфорсы, что также является романским заимствованием. Интерьеры церкви были покрыты разнообразными резьбами.

## Галерея

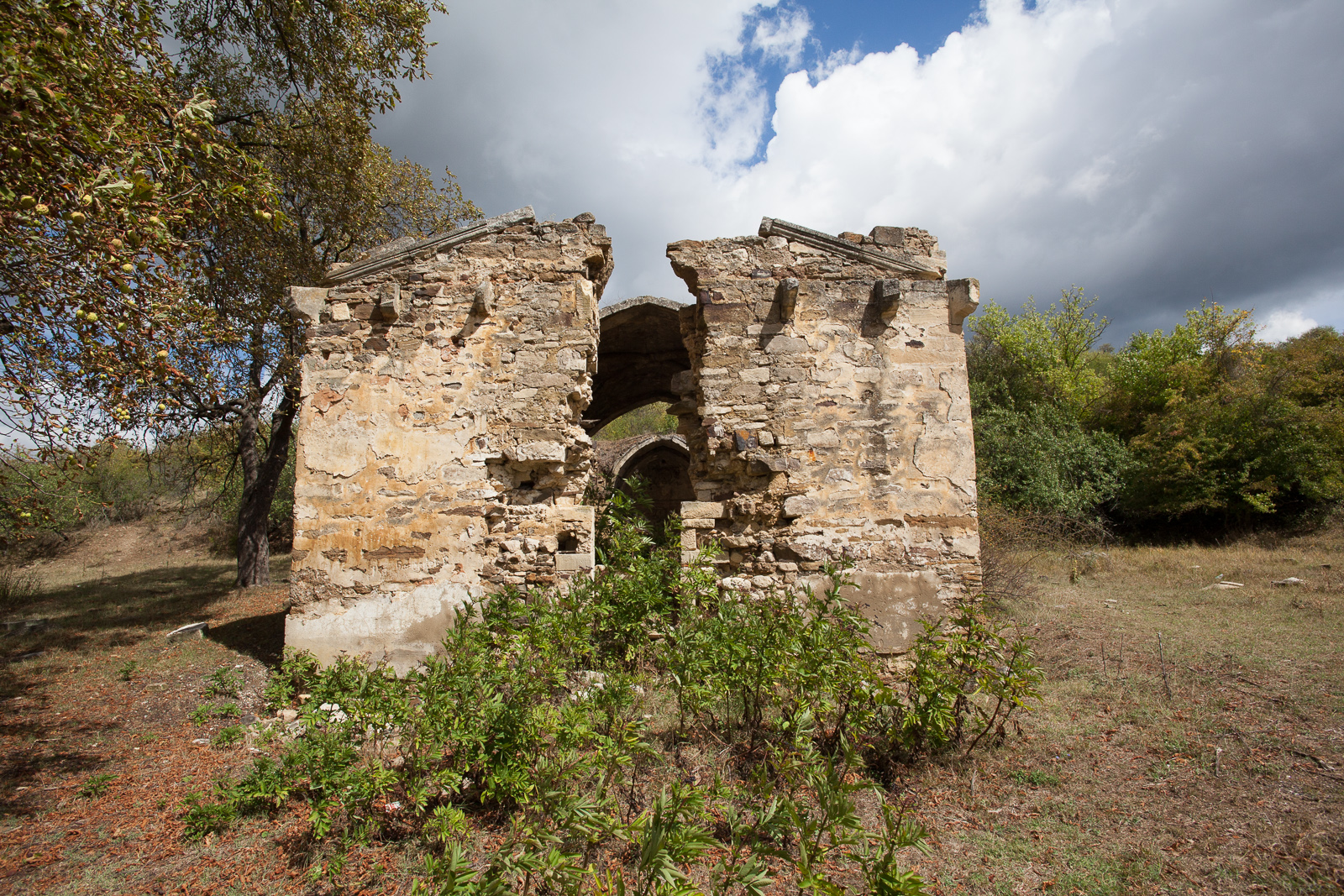
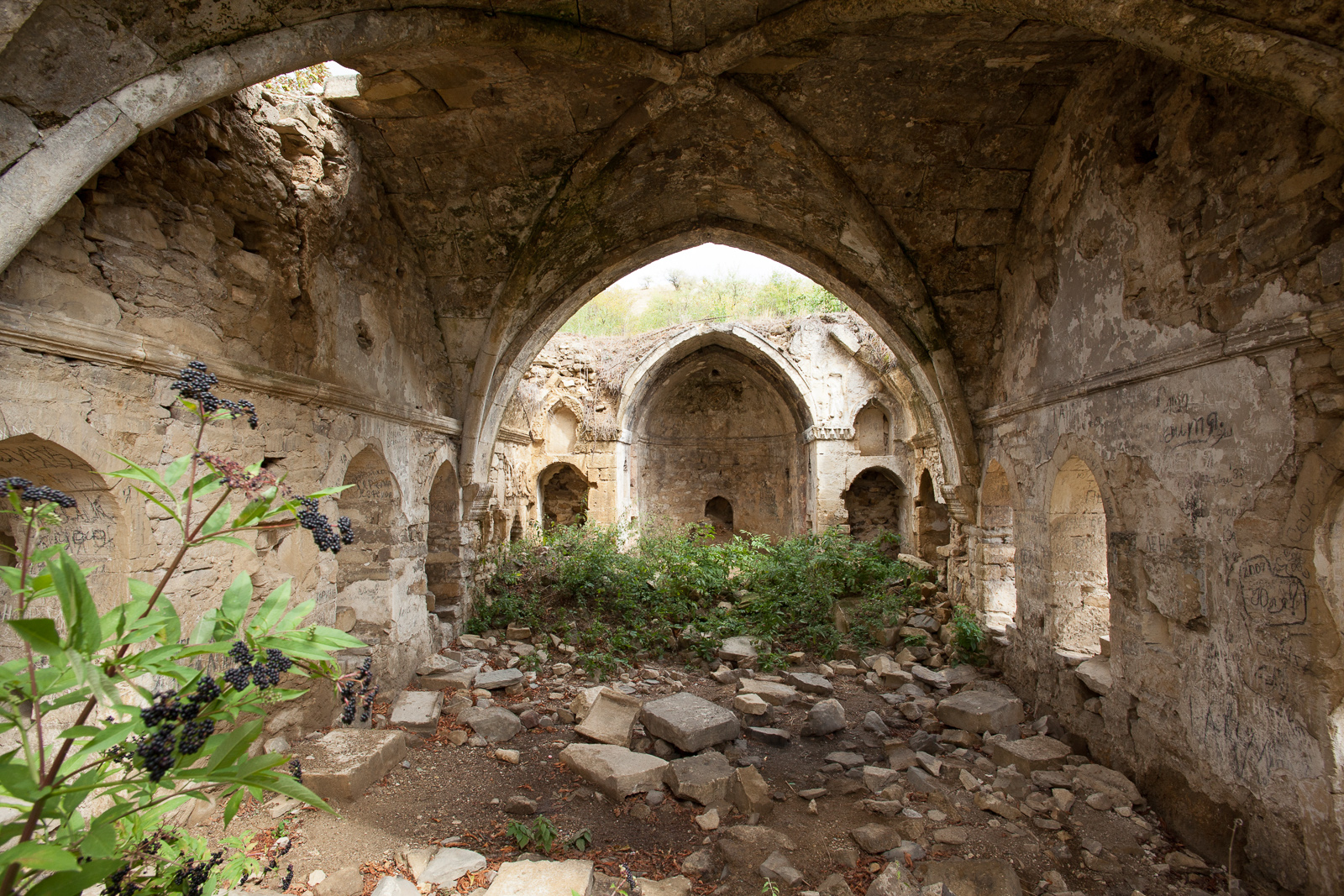
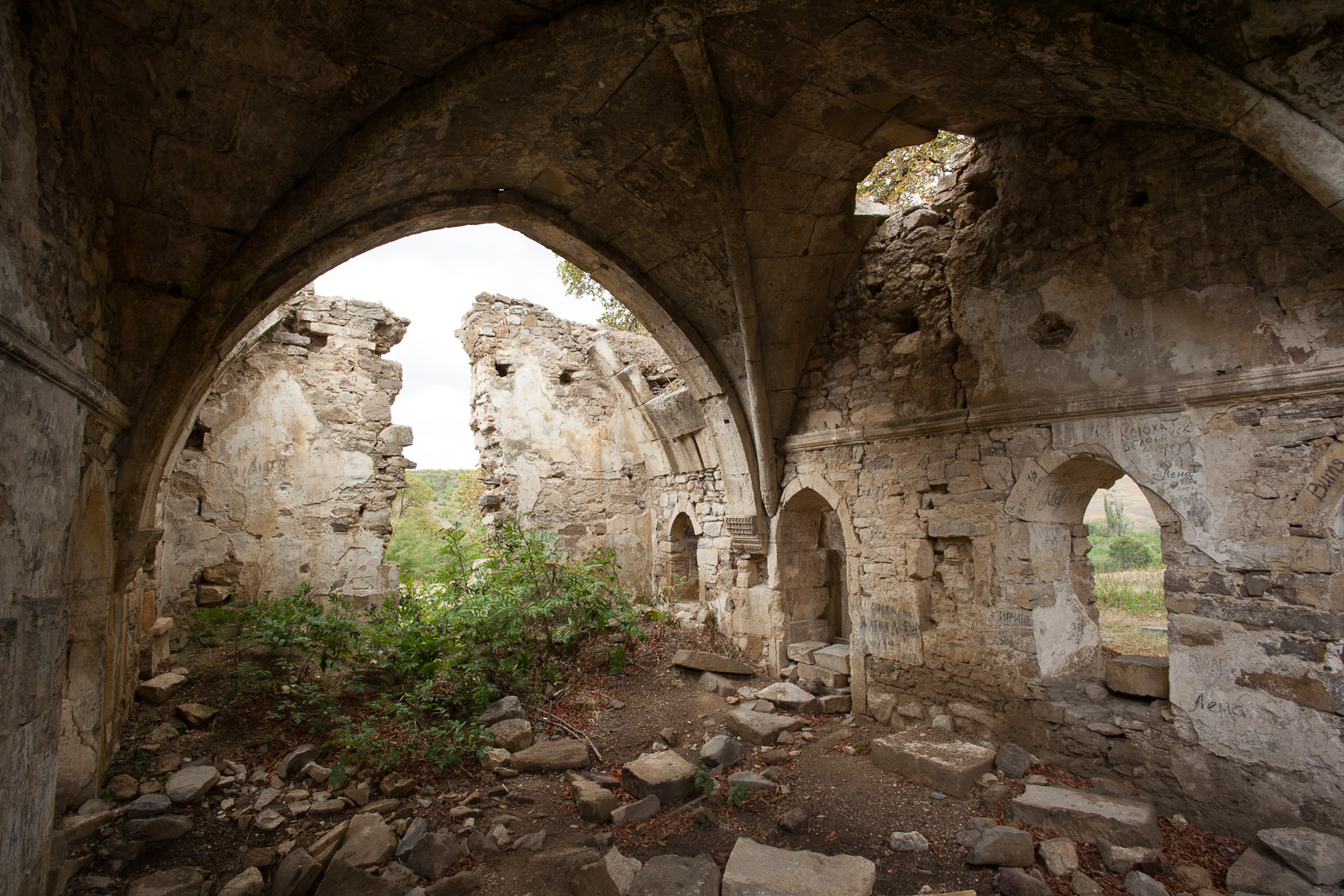
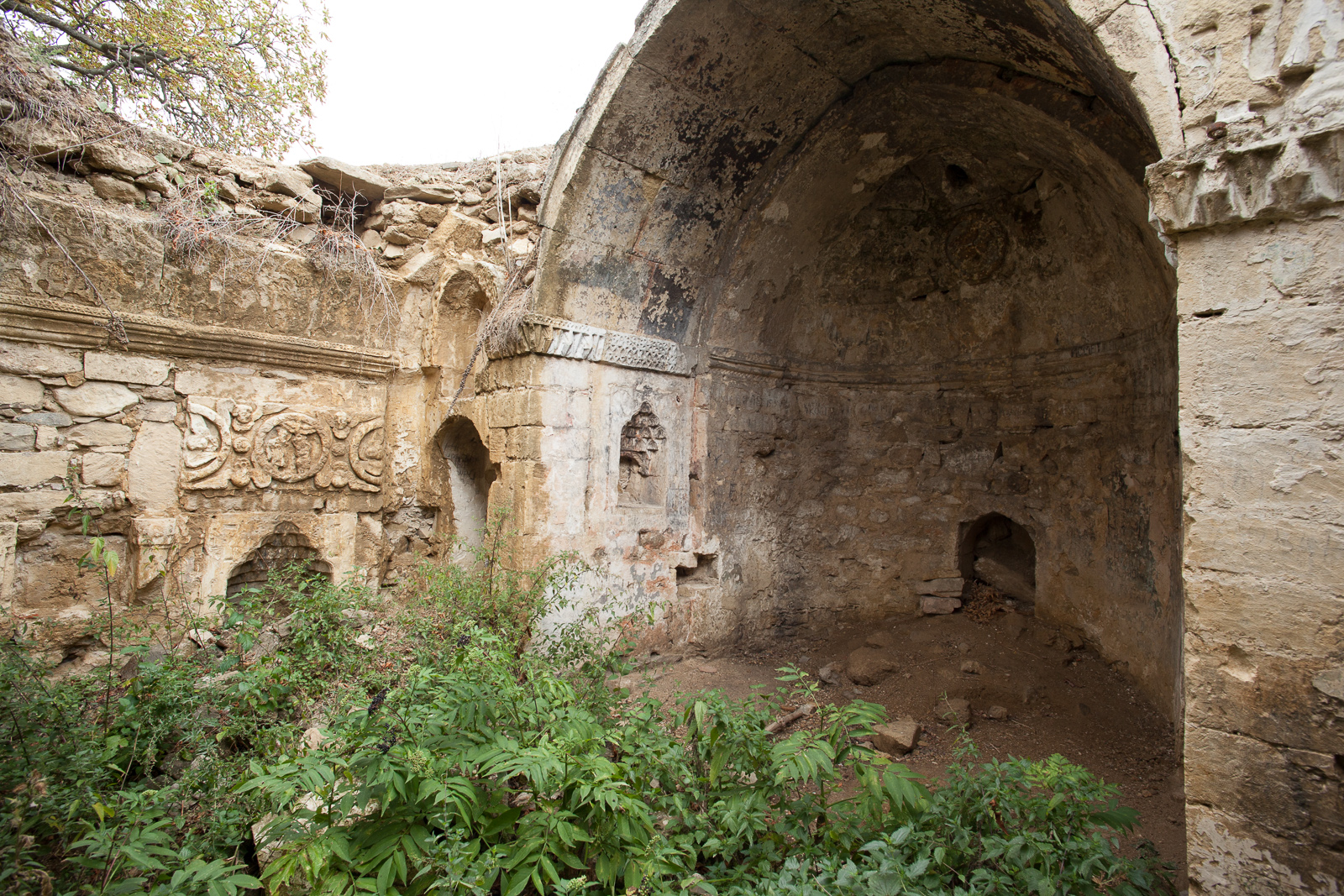
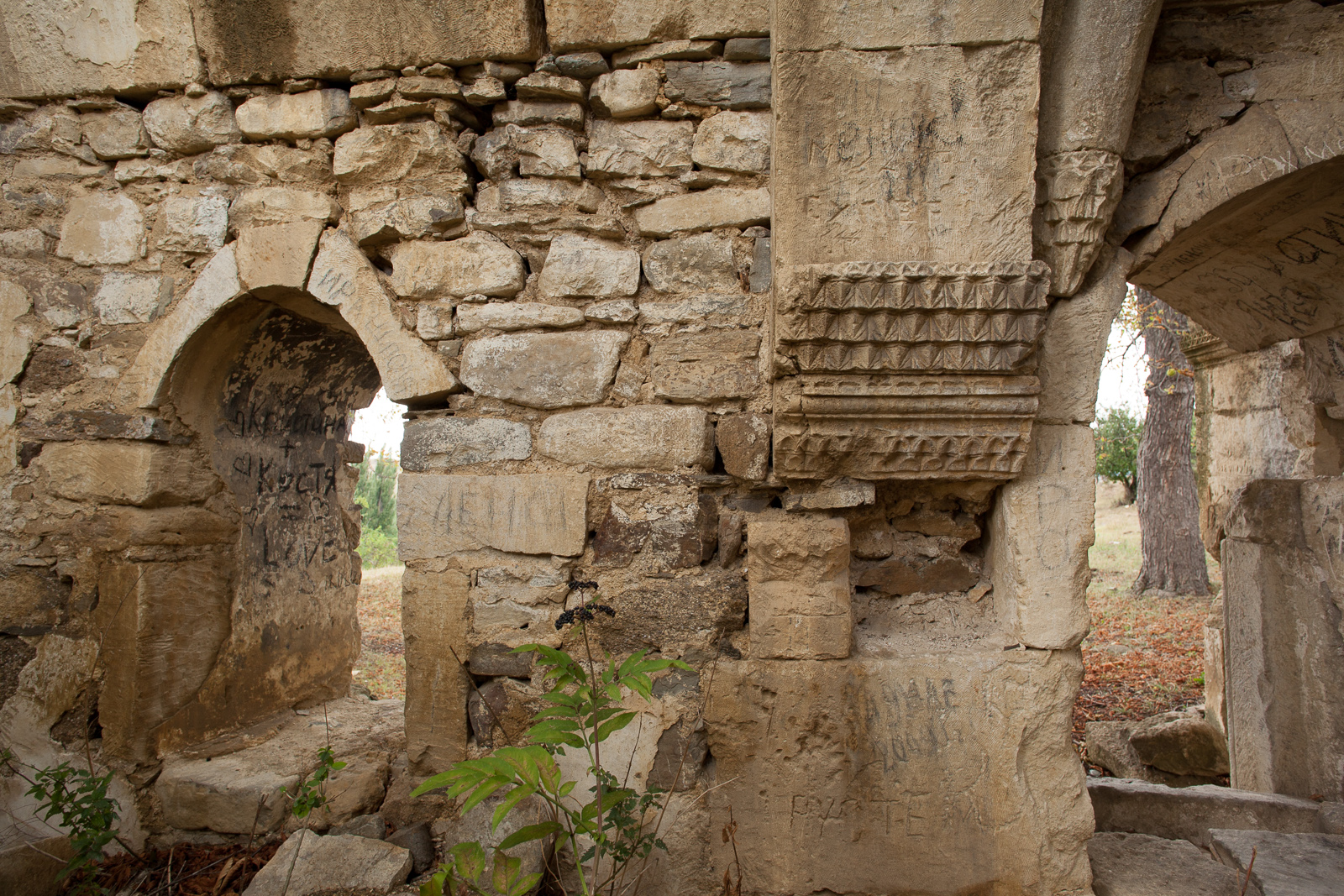
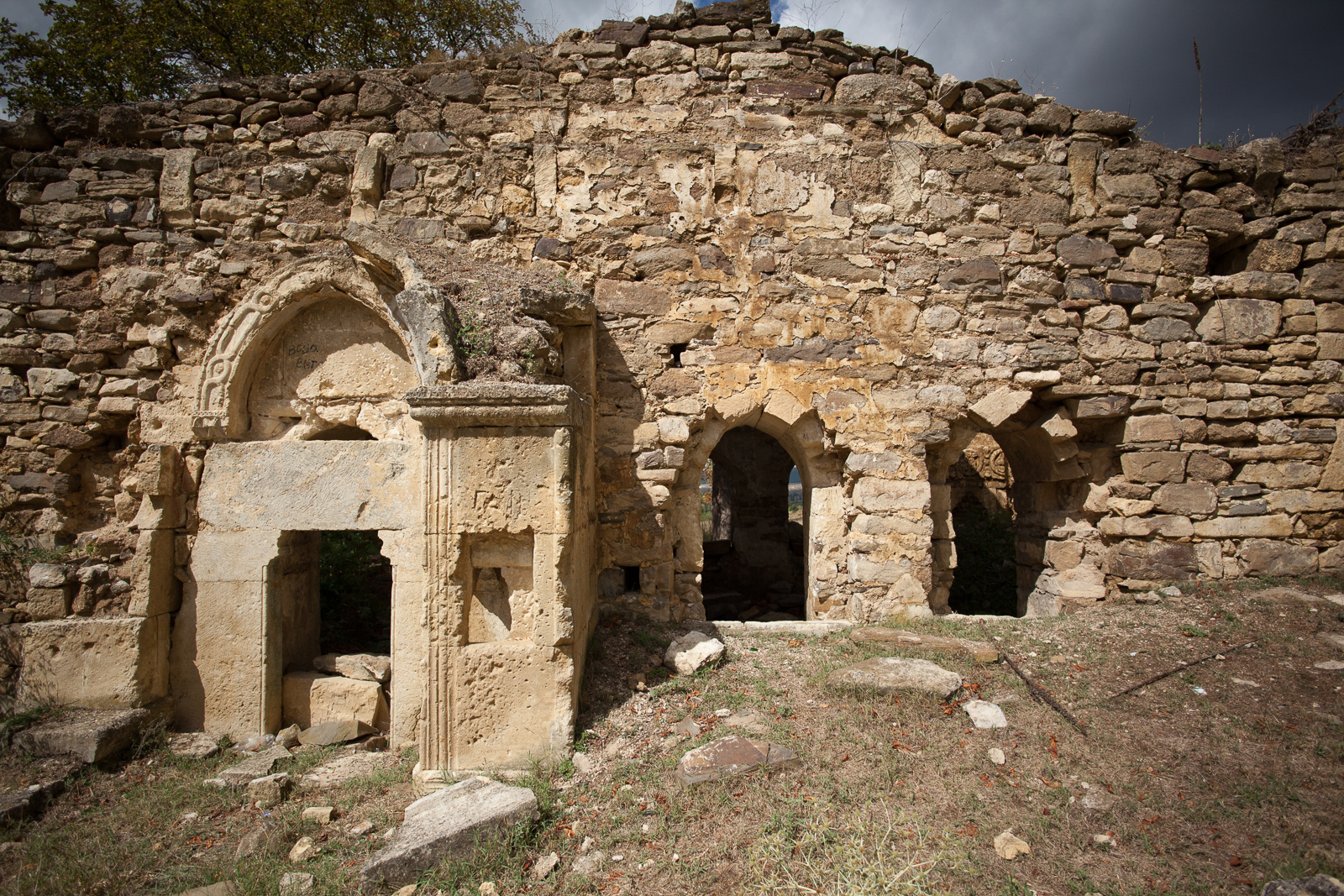
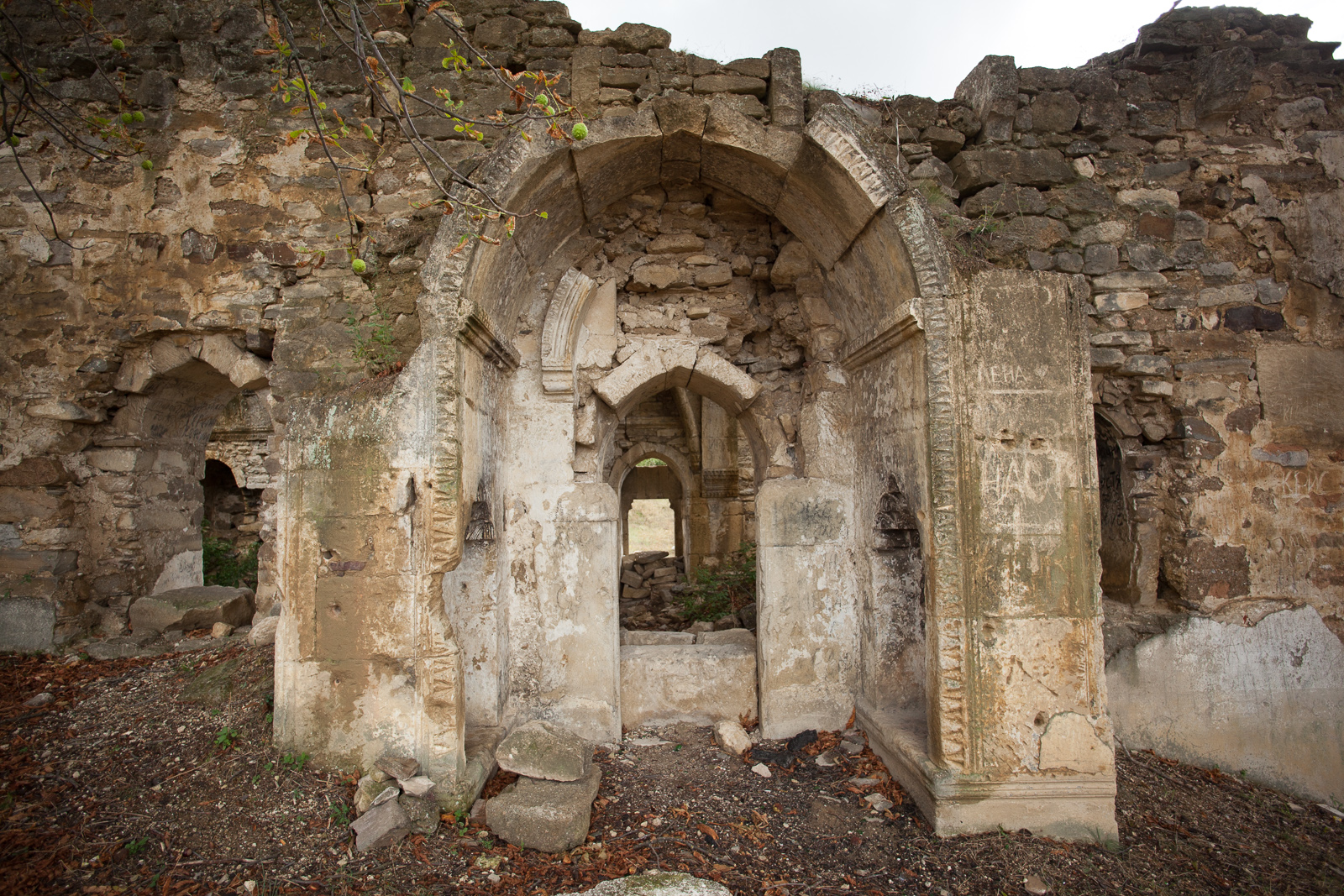